# Apsarasa wallacei
Apsarasa wallacei là một loài bướm đêm trong họ Noctuidae.